# Hot Springs Village
Hot Springs Village é uma Região censo-designada localizada no estado americano de Arkansas, no Condado de Garland e Condado de Saline.

## Demografia
Segundo o censo americano de 2000, a sua população era de 8397 habitantes.

## Geografia
De acordo com o United States Census Bureau, a localidade tem uma área de 102,1 km², dos quais 98,2 km² cobertos por terra e 3,9 km² cobertos por água.

## Localidades na vizinhança
O diagrama seguinte representa as localidades num raio de 32 km ao redor de Hot Springs Village.